# Voconzi

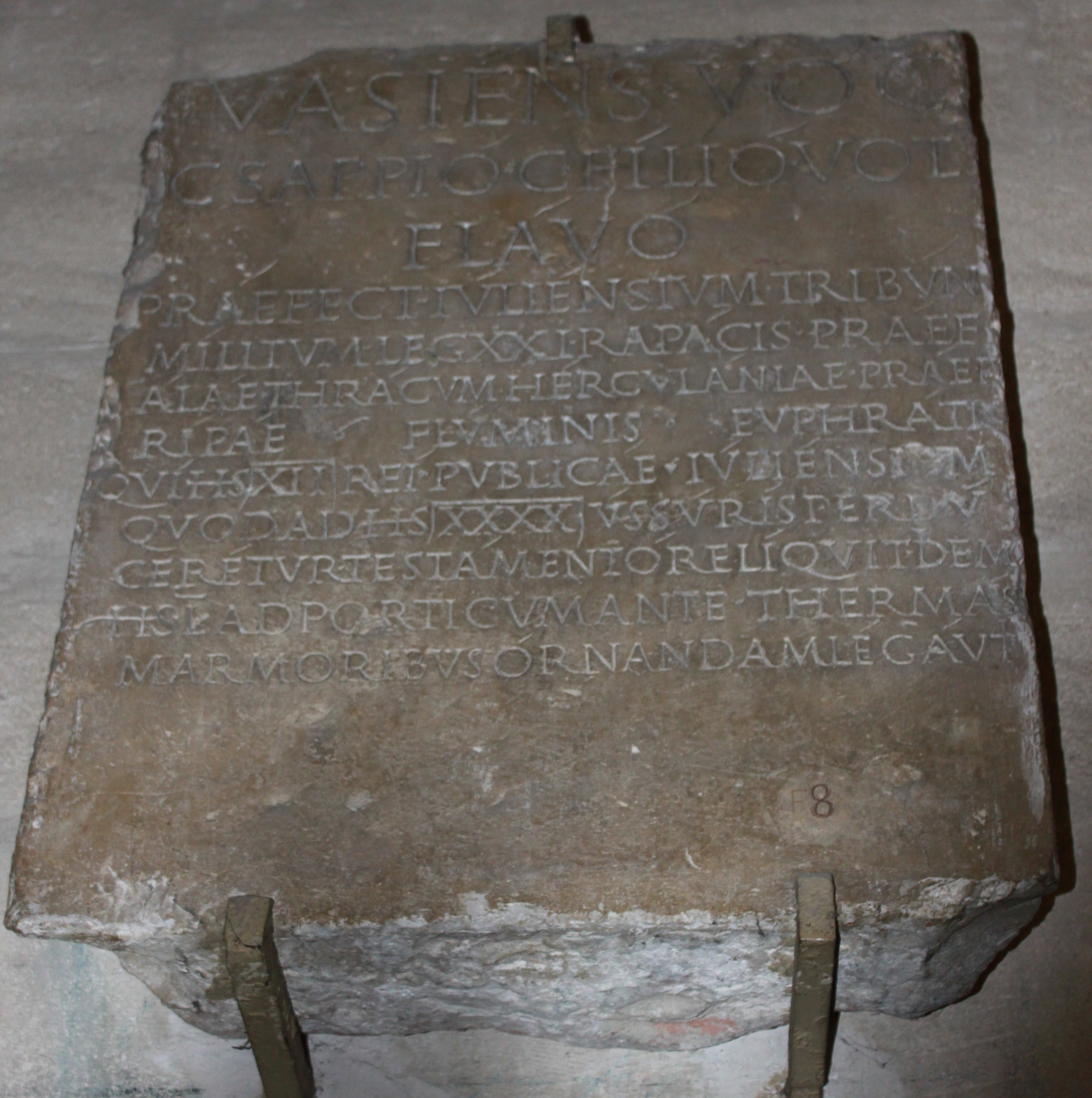
Iscrizione latina ritrovata a Vaison-la-Romaine e conservata al Museo Calvet di Avignone.

I Voconzi (in latino: Vocontii) erano un popolo Ligure o Celto-Ligure, dell’area che sarebbe poi  diventata la provincia romana della Gallia Narbonense, precisamente stanziato fra il Rodano e i bassi corsi dei fiumi Isère e Durance. Erano stati sottomessi da Roma nel 124-125 a.C. dai consoli Marco Fulvio Flacco (125 a.C.) e Gaio Sextio Calvino (124 a.C.).
Sono menzionati da Gaio Giulio Cesare nel I libro del De bello Gallico. Strabone li localizza in profonde valli delle Alpi, dicendo che, al contrario dei Liguri o degli Allobrogi confinanti, avevano un governo autonomo che non sottostava ad un governatore romano.